# 신가초등학교 (충남)
신가초등학교는 대한민국 충청남도 천안시 서북구에 있는 공립 초등학교이다.

## 학교 연혁
- 1937년 11월 29일: 설립인가
- 1949년 10월 20일: 개교

## 참고 자료
- 신가초등학교 - 한국교육학술정보원 학교알리미